# ピーター・ライト (エンジニア)

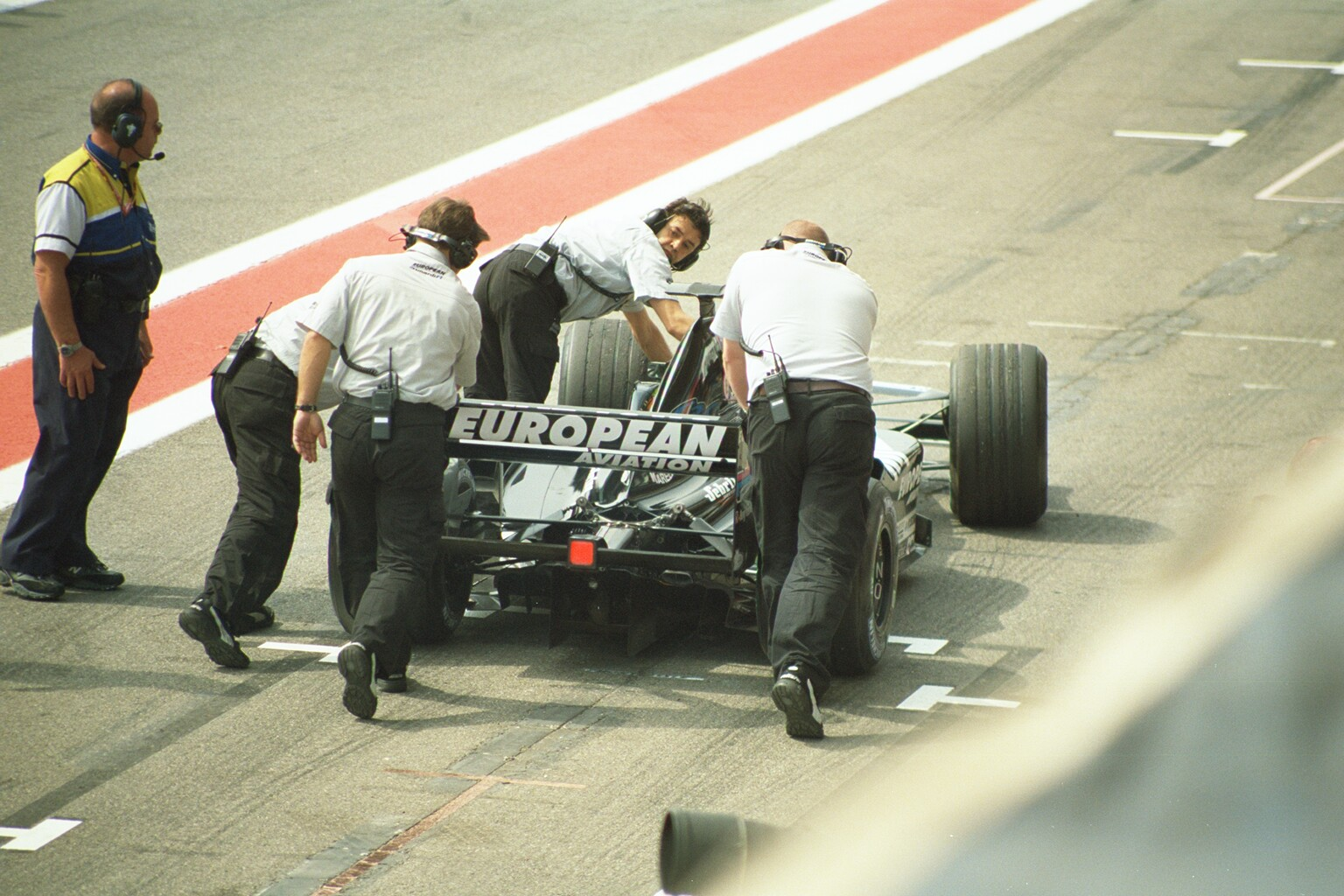
ピーター・ライト（左）とミナルディ・PS01

ピーター・ライト（Peter Wright、1946年5月26日 - ）は、1960年代から1990年代にかけてF1で活躍したイギリス出身のエンジニア。

## 人物
熱力学と空気力学を専攻し工学の学位を取得してケンブリッジ大学を卒業し、1966年末にBRMに入社し、1969年まで在籍していた。
1969年後半には、ハンティンドンにあるローラの関連企業のスペシャライズド・モールディングス（英: Specialized Mouldings）に移籍し、コンポジット素材の黎明期に、グラスファイバーによるボディカバーやモノコック製造の下請けを担当し、マーチ・701のサイドポッド設計を担当した。さらに、社用に専用風洞を設計し用意した。
グループ・ロータスのボート事業と連携して射出成形技術の研究を行っていた調査会社「テクノクラフト」のトニー・ラッドに空力の才能を見出され、オファーを受け移籍。地面効果（グラウンド・エフェクト）技術のパイオニアの1人となる。地面効果はその後、モータースポーツにおける空気力学の適用に非常に大きな影響を与えた。

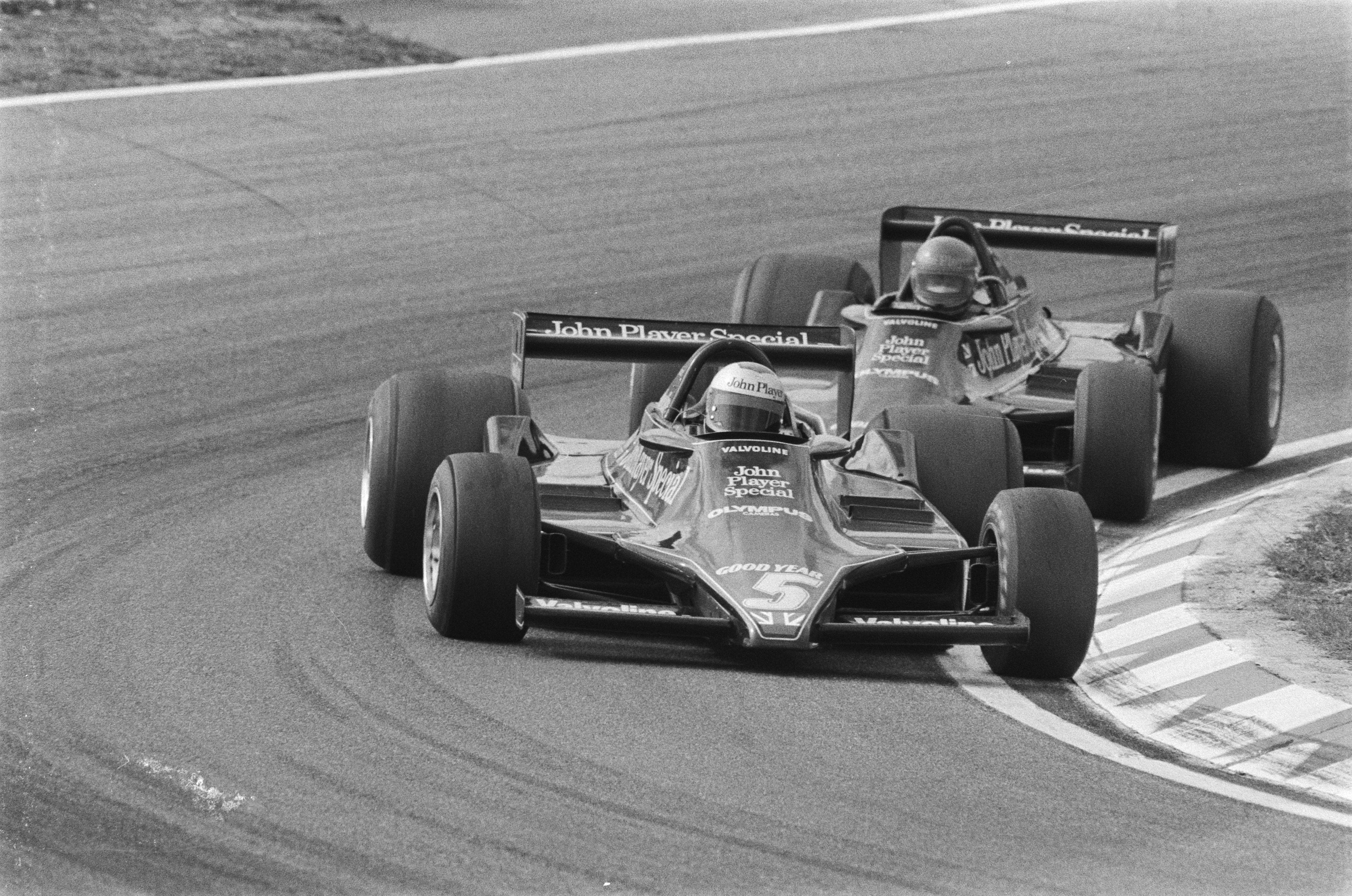
アンドレッティとピーターソンのランデブー走行をするロータス79（1978年オランダGP）

1970年代後半、チーム・ロータスはグラウンド・エフェクト・カーで空力革命を起こし、ロータス・78、79を生み出して1978年にチャンピオンを獲得する。
1994年シーズンオフにチーム・ロータスが消滅してモータースポーツから引退した後、ライトは国際自動車連盟(FIA)の技術コンサルタントとして採用され、FIAの安全委員会の責任者を何年も務めたが、現在は引退している。

### インペリアル・カレッジ・ロンドン(ICL)の風洞施設
ホンダの資金提供による1980年代後半のインペリアル・カレッジ・ロンドン (ICL)の風洞施設は、ロータスとウイリアムズが使用した。その運用中心人物はフランク・ダーニーだった。ローラがその運用のサポートをし、多くの空気力学エンジニアを輩出している。